# Akiyoshi Kitaoka

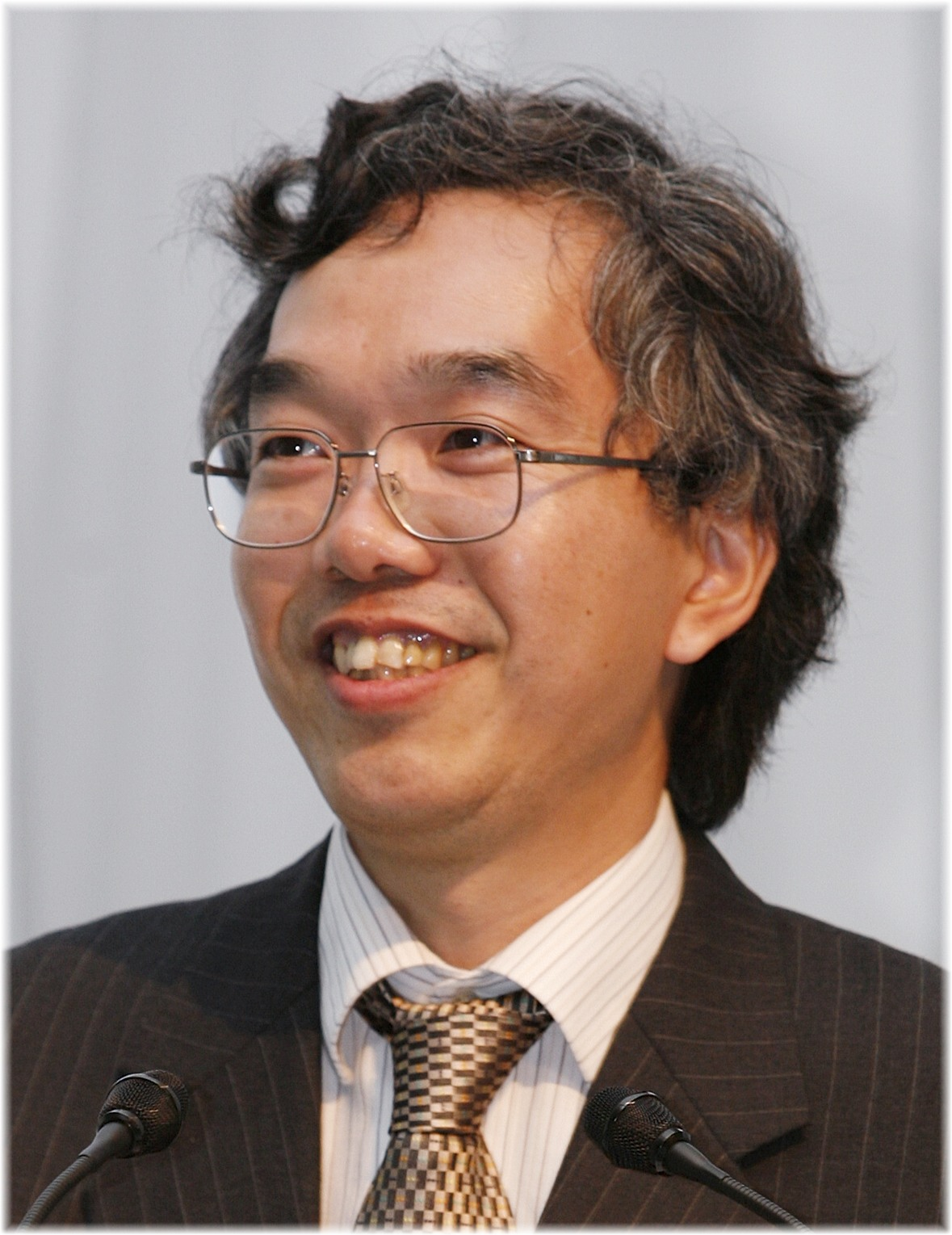
Akiyoshi Kitaoka, 2006

Eine den Rotating Snakes nachempfundene optische Täuschung

Akiyoshi Kitaoka (jap. 北岡 明佳, Kitaoka Akiyoshi; * 19. August 1961 in der Präfektur Kōchi, Japan) ist Professor der Psychologie an der Fakultät für Geisteswissenschaften der Ritsumeikan-Universität im japanischen Kyōto.
Er studierte zunächst Biologie an der Universität Tsukuba, wo er sich mit Tierpsychologie befasste, sowie am Tokyo Institute for Neuroscience. 1991 promovierte er am Psychologischen Institut der Universität Tsukuba und befasste sich danach intensiv mit optischen Täuschungen betreffend Form, Farbe und Helligkeitsunterschiede, sowie Gestaltwahrnehmung. Nach seiner Promotion ging er zuerst an das Tōkyō-to Shinkei Kagaku Sōgō Kenkyūjo (東京都神経科学総合研究所, Institut der Neurowissenschaften Tokio) und 2001 als Assistenz-Professor (ab 2006 Professor) an die Ritsumeikan-Universität.
Berühmt wurde er durch sein Bild Rotating Snakes. 2006 erhielt er den Gold Preis des 9. L’Oréal Art and Science of Color Wettbewerbs. 2007 erhielt er den Award for Original Studies der Japanischen Gesellschaft für Kognitive Psychologie.